# Halictus icarus
Halictus icarus är en biart som beskrevs av Ebmer 1978. Halictus icarus ingår i släktet bandbin, och familjen vägbin. Inga underarter finns listade i Catalogue of Life.